# Musée national d'histoire naturelle « Grigore Antipa »
Le Musée national d'histoire naturelle « Grigore Antipa » est le musée national d'histoire naturelle de la Roumanie, à Bucarest, sis dans son actuel local depuis 1906. Il doit son nom à l'un de ses directeurs, Grigore Antipa (1867-1944). Il fut ainsi nommé en 1933 par le Ministère de la culture de la Roumanie alors même que Grigore Antipa était encore en vie.

## Fonctions
Comme la majorité des musées d'histoire naturelle, celui de Bucarest a quatre fonctions principales :
- la conservation de collections scientifiques comprenant plus de 2 millions de spécimens en collection ;
- la diffusion de la culture scientifique dans les spécialités propres à l'établissement pour propager ce que Grigore Antipa et Emil Racoviță appelaient la « culture naturaliste » ;
- la recherche (expéditions scientifiques, taxonomie) ;
- la formation à la recherche, les études doctorales.

Ces activités concernent les grands domaines de l'histoire naturelle :
- l'étude du monde animal (zoologie et disciplines dérivées) ;
- l'étude du monde végétal (botanique et disciplines dérivées) ;
- l'étude de la Terre et du monde minéral (géomorphologie, écologie, minéralogie, pétrologie... et disciplines dérivées) ;
- l'étude de l'évolution de la lignée humaine, de son insertion dans l'environnement, de son impact sur les milieux, des rapports entre nature et culture (anthropologie et disciplines dérivées).

Dans l'expression « histoire naturelle », le terme « histoire » renvoie à son sens étymologique : « histoire » vient du grec ancien historia, signifiant « enquête », « connaissance acquise par l'enquête », qui lui-même vient du terme ἵστωρ, hístōr signifiant « sagesse », « témoin » ou « juge ». Ainsi, l'« histoire naturelle » est une enquête approfondie sur la nature, en résultant une collection de données prétendument acquises, une « sagesse » accumulée au sujet des questions naturelles. En un sens chronologique récemment acquis, le terme « histoire » dans « histoire naturelle » peut aussi être interprété, à la lumière de l'approche actuelle de cette discipline, comme l'histoire de notre planète, de la vie (paléontologie) et de la lignée humaine (anthropologie). Selon cette vision récente de ce que serait l'« histoire naturelle », le terme « naturelle » renverrait alors à la biodiversité actuelle de notre planète. Au XXIe siècle, l'« histoire naturelle » est ainsi plus que jamais d'actualité en tant qu'approche systémique pluridisciplinaire, englobant sans les opposer aussi bien l'homme que la nature, l'environnement que le développement, la préservation que la valorisation. La « culture scientifique naturaliste » est, au Musée national d'histoire naturelle « Grigore Antipa », une part intégrante de la Culture.

### Patrimoine

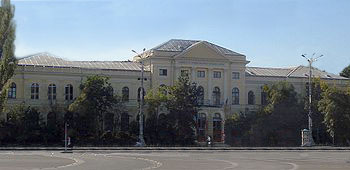
Le Musée vu de la Place de la Victoire Piața Victoriei.

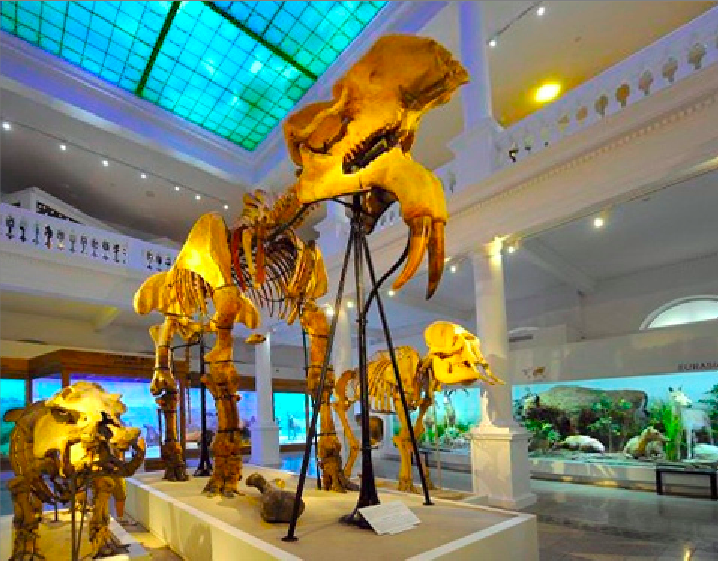
Le Dinothérium du hall central.

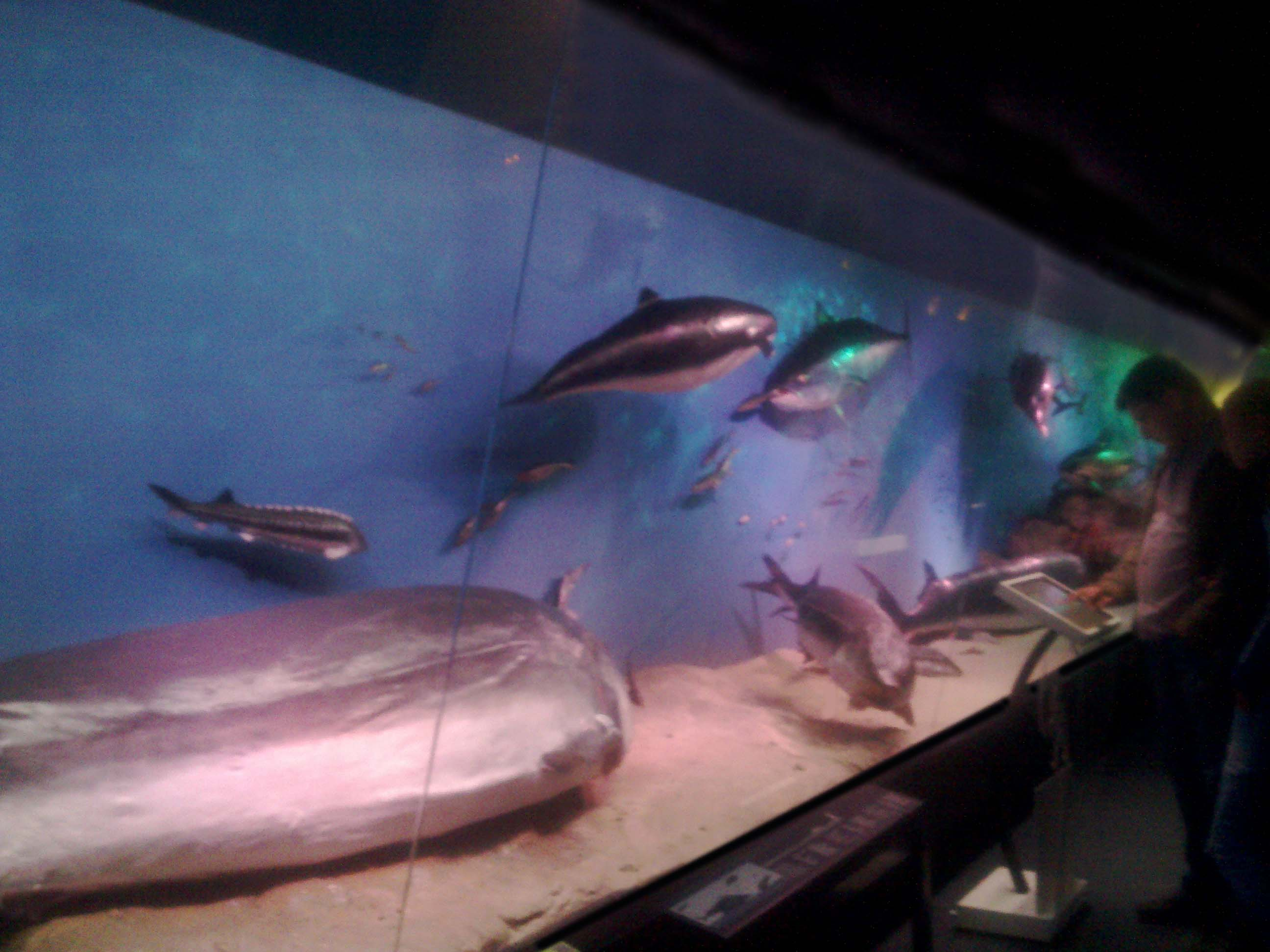
Aspect du Musée Antipa : diorama interactif de la faune de la mer Noire.

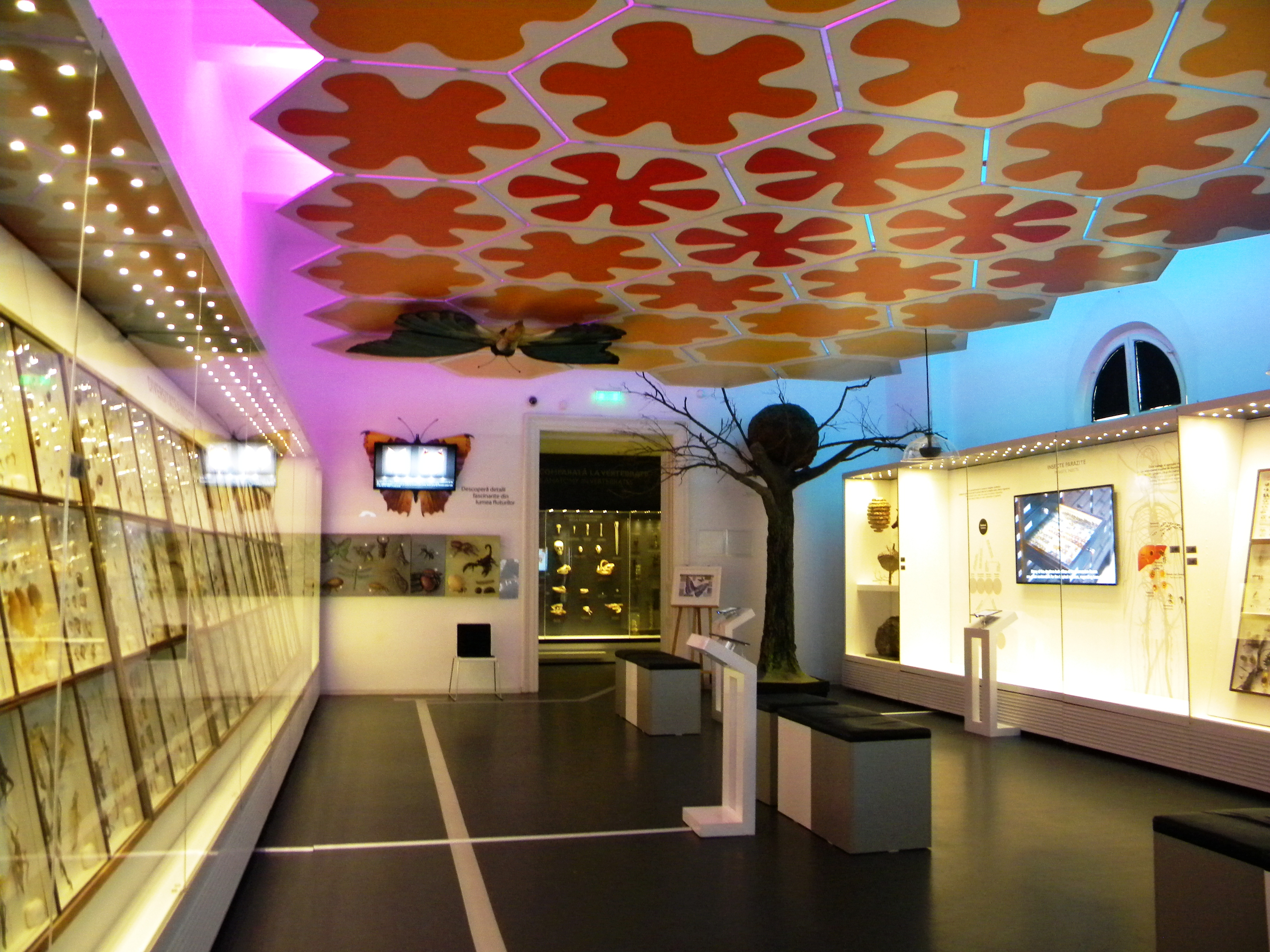
La salle des papillons (il y a aussi une serra à papillons dans le jardin).

Les collections comportent des spécimens ostéologiques, zoologiques, minéralogiques,  géologiques, paléontologiques et ethnologiques, auxquelles s'ajoute une vaste bibliothèque, des dessins, vélins, esquisses, cartes, schémas, tableaux, divers objets ayant appartenu aux savants et explorateurs passés.
Le Musée se consacre en priorité à la présentation et à la préservation de la biodiversité de Roumanie et du monde, à la manière dont les peuples premiers gèrent leur environnement sans le détruire et leur diversité socio-culturelle, à expliquer les derniers développements en sciences de l'évolution et notamment la classification phylogénétique, à la vision géonomique de Grigore Antipa, élève d'Ernst Haeckel qui fonda l'écologie.

### Recherche
Le Musée a depuis toujours participé ou initié de très nombreuses études dans ses domaines de compétence. Les expéditions hors-frontières ont beaucoup diminué pendant la période communiste, où, en revanche, les études à l'intérieur de la Roumanie se sont multipliées (Delta du Danube, zones humides le long du Danube, plateaux et côtes marines de la Dobrogée, Mer Noire, Maramureș, Banat, Valachie, Carpates). Une fois rétablie la liberté, les expéditions plus lointaines ont pu reprendre depuis 1990 (Indonésie, Brésil, Islande, Turquie, Maroc).
Les spécialistes du Musée sont souvent sollicités pour des études d'impact environnemental et des études en vue de protéger des milieux dans le cadre des programmes Natura 2000, MAB et autres.

### Enseignement et diffusion des connaissances

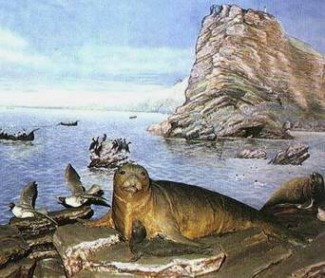
Diorama original de Grigore Antipa représentant les phoques moines à ventre blanc (la) du cap Caliacra, sous-espèce aujourd'hui disparue.

L'« éducation naturaliste », que traditionnellement le Musée national d'histoire naturelle « Grigore Antipa » envisage comme une « éducation écologique » et « géonomique », concerne tant le grand public que les enseignants, les scolaires et aussi les décideurs politiques, économiques et territoriaux, que l'établissement forme à appréhender les conséquences de la surexploitation des ressources, les enjeux du développement durable et l'importance des musées pour la culture et l'éducation populaire.
L'objectif est de faire des Roumains des « éco-citoyens » responsables et conscients de la fragilité de l'espèce Homo sapiens et de sa dépendance par rapport au bon état des milieux naturels.

## Histoire
Le Musée national d'histoire naturelle « Grigore Antipa » a été fondé en 1834 dans le centre de Bucarest, par décret no 142 du voïvode de Valachie entre 1834 et 1842 : Alexandre Ghica dont le frère, le ban Mihalache Ghica, donne au nouvel établissement une collection de 150 minéraux, 213 coquilles, plusieurs milliers de fossiles, quelques centaines d'animaux naturalisés, des centaines de monnaies anciennes et des antiquités. En 1859, lorsque la Valachie et la Moldavie s'unissent pour former la Roumanie, le Musée devient un établissement national public. En 1864 il est installé dans une aile du palais de l'Académie roumaine.
Le prince Alexandru Ioan Cuza approuve en 1865 la nomination au poste de directeur, d'un professeur universitaire, découvreur du fameux Deinotherium gigantissimum (qui devient l'emblème du Musée) : le géologue et paléontologue Gregoriu Ștefănescu. Il dirigera l'établissement durant 28 ans. En 1882, le Musée reçoit une collection de milliers  espèces d'insectes, mollusques, crustacés, poissons, amphibiens, reptiles, oiseaux et mammifères d'Indonésie, envoyée par Hilarion Mitrea, un roumain explorateur, médecin dans l'armée coloniale hollandaise. Faute d'espace, de ressources et de personnel, elle ne sera déballée qu'en 1894, lorsque l'océanographe Grigore Antipa prend la direction de l'établissement. Après l'incendie de l'Université en 1884 et les destructions des deux guerres mondiales, il ne reste aujourd'hui qu'un tiers de la Collection Mitrea.
Grigore Antipa devint directeur en 1893 et resta en fonction durant 47 ans. C'est lui qui obtient du roi Carol Ier de Roumanie (qui appréciait son travail et avait mis, en 1893, le croiseur-amiral « NMS Elisabeta » à sa disposition pour des recherches océanographiques), la construction d'un palais spécialement pour le Musée : celui-ci est inauguré, en présence du roi, en 1906. Antipa enrichit considérablement l'ensemble des collections, installe des dizaines de dioramas et réussit à éviter le pillage du Musée par les troupes d'occupation allemandes en 1916-1918. Après 1933, le Ministère de la culture et de l'instruction publique donne à l'établissement le nom de « Grigore Antipa ».
Grigore Antipa meurt à 77 ans en 1940, juste à temps pour ne pas voir les destructions des bombardements soviétiques, américains et allemands (pendant la Seconde Guerre mondiale la Roumanie, comme la France entre Pétain et De Gaulle, a des troupes dans les deux camps et rejoint les Alliés l'été 1944). Le Musée ferme et devra attendre les années 1948-1949 pour être restauré (moins les sculptures du fronton, et avec des collections diminuées par les destructions). Au début de la période communiste le Musée est dirigé par un collectif d'administrateurs triés sur le volet par la police politique, qui met les chercheurs sous étroite surveillance. Après la mort de Joseph Staline en 1953, le régime desserre un peu son étreinte totalitaire et un biologiste marin élève d'Antipa : Mihai Băcescu, est nommé directeur. Celui-ci restera en fonction jusqu'en 1999. Il réussit à reprendre la publication (en français) des Travaux du Musée d'Histoire Naturelle « Grigore Antipa » et en 1973, à organiser la première expédition hors-frontières du Musée depuis le début du régime communiste, en Tanzanie (pays favorable au bloc communiste à ce moment). Cette expédition permet de reconstituer les collections. Le Musée ferme à nouveau à la suite des dégâts du tremblement de terre du 4 mars 1977, qui détruit encore une fois une partie des collections (notamment en bocaux et des boîtes à insectes) ; le squelette du Dinothérium s'effondre et doit être restauré. L'établissement rouvre en novembre de la même année mais l'ensemble des dommages ne sera réparé que des années plus tard.
La « Libération » du 22 décembre 1989 permet à nouveau aux chercheurs de travailler à l'étranger et avec leurs collègues étrangers. En 1991, de nouvelles expéditions hors-frontières sont organisées en Indonésie, et en 1994 au Brésil, ce qui permet de reconstituer les collections, notamment les parties perdues de la collection Mitrea (dont les inventaires avaient été conservés).
À nouveau fermé pour travaux de consolidation entre 2008, et le 17 septembre 2011, le Musée national d'histoire naturelle « Grigore Antipa » a été entièrement rénové pour un coût de 13 millions d'euros.

## Littérature
Le Musée est le centre d'un épisode hallucinatoire (pp. 223-243) des Gémeaux, dans le roman La Nostalgie (1993), de Mircea Cărtărescu.